# گوبنهاوزن
گوبنهاوزن (به فرانسوی: Guebenhouse) یک کمون در فرانسه است که در Canton of Sarreguemines-Campagne واقع شده‌است.

## خصوصیات
گوبنهاوزن ۴٫۴۶ کیلومترمربع مساحت و ۳۹۲ نفر جمعیت دارد.